# Храм Радхи-Расабихари (Мумбаи)
Храм Шри Шри Радхи-Расабихари (англ. Sri Sri Radha Rasabihari Temple), также известный как Харе Кришна Ленд (англ. Hare Krishna Land) — индуистский храм и культурный центр Международного общества сознания Кришны (англ. International Society for Krishna Consciousness [ISKCON]) в Джуху-Бич, Мумбаи. Является одним из крупнейших кришнаитских храмов в Индии.
Основан в 1972 году по инициативе Бхактиведанты Свами Прабхупады. Храмовый комплекс включает в себя храм, учебный и административный корпус, фабрику-кухню, популярный вегетарианский ресторан и отель. Харе Кришна Ленд — одна из туристических достопримечательностей Мумбаи и популярное место для проведения индуистских свадеб среди звёзд Болливуда и других представителей мумбайской элиты.